# 蘭德 (加利福尼亞州)
蘭德（英語：Rand）是位於美國加利福尼亞州克恩縣的一個非建制地區。該地的面積和人口皆未知。

## 地理
蘭德的座標為35°25′19″N 117°41′33″W / 35.42194°N 117.69250°W，而該地的平均海拔高度為820米（即2690英尺）。